# Edna Manley
Edna Manley (28 février 1900 ou 1er mars 1900 - février 1987) est une sculptrice et peintre jamaïcaine.

## Biographie
Edna Manley naît Edna Swithenbank en Angleterre d'un père anglais et d'une mère jamaïcaine en 1900. Elle suit des études artistiques dans différentes institutions (Université de Westminster, Saint Martin's School of Art, Royal Academy). À la fin de ses études en 1921, elle se marie avec son cousin Norman Manley. Le couple a un premier enfant l'année suivante, Douglas Manley (en), futur ministre jamaïcain. La famille rejoint ensuite à la Jamaïque où nait le second enfant de la famille, Michael Manley, futur premier ministre du pays.
Edna Manley exerce une carrière de sculptrice en s'exprimant à travers plusieurs matières : bois, bronze, pierre. Parmi ses œuvres les plus connues se trouve Negro aroused, une statue représentant l'émancipation des esclaves et dont plusieurs versions différentes ont été réalisées. La version originale est conservée à la national gallery, une version en bronze est exposée dans l'espace public, sur Ocean boulevard à Kingston.

## Hommage
En juin 2023, le cratère mercurien Manley est nommé en son honneur.